# Ján Buocik
Ján Buocik (* 17. listopadu 1941) byl slovenský a československý bezpartijní politik, poslanec Sněmovny lidu Federálního shromáždění za normalizace.

## Biografie
Ve volbách roku 1971 zasedl do Sněmovny lidu (volební obvod č. 175 - Považská Bystrica, Středoslovenský kraj). Ve Federálním shromáždění setrval do konce funkčního období, tedy do voleb v roce 1976.
K roku 1971 se profesně uvádí jako samostatný vývojářský pracovník.